# Jake LeDoux
Jake LeDoux (* 2. Mai 1985 in Port Perry, Ontario) ist ein kanadischer Schauspieler.
Er gab sein Debüt im Jahr 1999 im TV-Drama „Das Ende des Sommers“. Er trat in diesem Spielfilm zusammen mit Wendy Crewson und James Earl Jones auf. 2000 erhielt er für diesen Film eine Nominierung für den Filmpreis Young Artist Award.

## Filmographie
Filmen
- 1999 Das Ende des Sommers – als Jamie Baldwin
- 1999 Ein unschlagbares Doppel (Switching Goals) – als Richie
- 1999 Killer Deal als Nick Quinn
- 2000 Love Come Down als jung Matthew
- 2007 Devil’s Diary als Nate
- 2009 Personal Effects als Maloni

TV-Serien
- 2000 Real Kids, Real Adventures
- 2006 Smallville
- 2007 4400 – Die Rückkehrer
- 2006 Intelligence